# Liste der Stolpersteine in Florenz

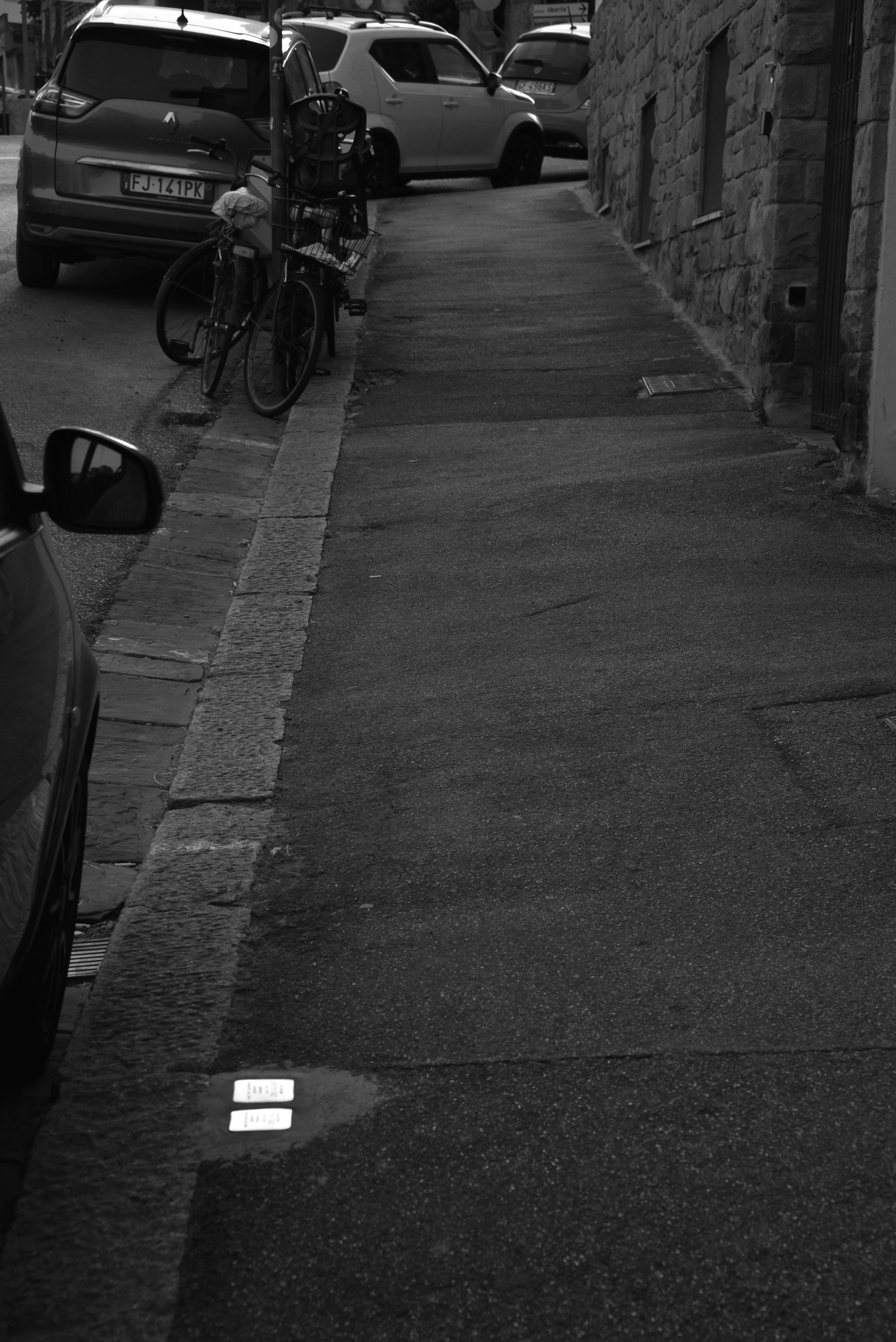
Stolpersteine in Florenz

Die Liste der Stolpersteine in Florenz enthält die Stolpersteine in Florenz, Hauptstadt der Metropolitanstadt Florenz. Stolpersteine erinnern an das Schicksal der Menschen aus dieser Stadt, die von Nationalsozialisten ermordet, deportiert, vertrieben oder in den Suizid getrieben worden sind. Stolpersteine sind ein Projekt von Gunter Demnig und werden in der Regel von ihm selbst vor dem letzten selbstgewählten Wohnort des Opfers verlegt. Ihre Bezeichnung lautet auf Italienisch: Pietre d’inciampo.
Die ersten Verlegungen in Florenz erfolgten am 9. Januar 2020.

## Verlegte Stolpersteine
In Florenz wurden 74 Stolpersteine und ein Kopfstein verlegt. 

### Vor Wohnhäusern
| Stolperstein | Übersetzung | Verlegeort                              | Name, Leben |
| ------------ | --- | --------------------------------------- | --- |
|              | HIER WOHNTE BRUNO BALDINI GEBOREN 1895 DEPORTIERT MAUTHAUSEN ERMORDET 6.4.1945                                                                    | Via Giampaolo Orsini, 51 Florenz        | Bruno Baldini (1895–1945) |
|              | HIER WOHNTE ANGELO TODESCO BENEDETTI GEBOREN 1893 DEPORTIERT AUSCHWITZ ERMORDET 29.2.1944                                                         | Via degli Speziali, 3 Florenz           | Angela Todesco Benedetti (1893–1944) |
|              | HIER WOHNTE ELENA CALÒ GEBOREN 1875 DEPORTIERT AUSCHWITZ ERMORDET 30.6.1944                                                                       | Via Trieste, 20 Florenz                 | Elena Calò (1875–1944) |
|              | HIER WOHNTE ERNESTO CALÒ GEBOREN 1877 DEPORTIERT AUSCHWITZ ERMORDET 30.6.1944                                                                     | Via Trieste, 20 Florenz                 | Ernesto Calò (1877–1944) |
|              | HIER WOHNTE LEONE CAMERINO GEBOREN 1870 VERHAFTET 6.11.1943 DEPORTIERT AUSCHWITZ ERMORDET 14.11.1943                                              | Via Giovanni Dupré, 51 Florenz          | Leone Camerino (1870–1943) |
|              | HIER WOHNTE ADRIANA CASTELLI GEBOREN 1886 VERHAFTET 1.3.1944 DEPORTIERT AUSCHWITZ ERMORDET 10.4.1944                                              | Piazza delle Cure 7 · Florenz ·         | Adriana Castelli wurde am 2. Dezember 1886 in Livorno geboren. Ihre Eltern waren Giulia Caro und Cesare Castello. Adriana hatte zwei Schwestern. Sie war verheiratet mit Giulio Levi und hatte drei Söhne mit ihm: Cesare (1908), Sergio (1910) und Aldo (1911). Adriana Castelli wurde am 1. März 1944 zusammen mit ihrem Ehemann und ihrem Sohn Aldo in Florenz festgenommen und war dann für einige Wochen im städtischen Gefängnis in Haft. Daraufhin wurde die Familie ins Durchgangslager Fossoli überstellt, von wo aus sie am 5. April mit dem Transport Nr. 9 ins KZ Auschwitz deportiert wurde. Bei ihrer Ankunft in Auschwitz am 10. April wurden Adriana Castelli und ihr Mann Giulio sofort ermordet. |
|              | HIER WOHNTE ENRICO CASTELLI GEBOREN 1869 VERHAFTET 31.3.1944 DEPORTIERT AUSCHWITZ ERMORDET 23.5.1944                                              | Piazza Giampietro Vieusseux, 3 Florenz  | Enrico Castelli (1869– 1944) wurde in Livorno geboren, war Physiklehrer und entging Ende der 1930er Jahre nur knapp einem faschistischen Überfall auf ein von ihm benutztes Labor. 1944 lebte er zusammen mit seiner 26-jährigen Tochter Olga in Florenz. Diese ging in Absprache mit ihrem Vater auf ein Versprechen der berüchtigten Carità-Bande ein, die den beiden gegen Zahlung einer großen Geldsumme Hilfe und ein sicheres Versteck versprach. „Die Bande handelte wie in vielen anderen Fällen: Sobald sie das Geld erhalten hatte, denunzierten sie Vater und Tochter, ließen sie von den Faschisten verhaften und plünderten die in dem leeren Haus zurückgelassenen Wertgegenstände.“ Vater und Tochter wurden nach dem Verrat in Fossoli interniert und von dort nach Auschwitz deportiert. Enrico Castelli wurde bei der Ankunft direkt in die Gaskammern geschickt; seine Tochter überlebte etwa einen Monat und erlitt dann, als sie krank wurde, das gleiche Schicksal. |
|              | HIER WOHNTE OLGA RENATA CASTELLI GEBOREN 1919 VERHAFTET 31.3.1944 DEPORTIERT AUSCHWITZ ERMORDET 31.7.1944                                         | Piazza Giampietro Vieusseux, 3 Florenz  | Olga Renata Castelli (1919–1944) |
|              | HIER WURDE VERHAFTET 26.11.1943 NATHAN CASSUTO OBERRABBINER VON FLORENZ GEBOREN 1909 DEPORTIERT AUSCHWITZ-JAWORZNO TODESMARSCH ERMORDET JAN. 1945 | Via de’ Pucci, 2 · Florenz ·            | Nathan Cassuto (1909–1945) |
|              | HIER WOHNTE GINA CAVE BONDÌ GEBOREN 1888 VERHAFTET 6.11.1943 DEPORTIERT AUSCHWITZ ERMORDET                                                        | Via Masaccio, 76 Florenz                | Gina Cave Bondì (1888–1943) |
|              | HIER WOHNTE MANLIO DELLA TORRE GEBOREN 1935 VERHAFTET 30.9.1943 DEPORTIERT AUSCHWITZ ERMORDET 14.11.1943                                          | Via Capo di Mondo, 50 Florenz           | Manlio Della Torre (1935–1943) |
|              | HIER WOHNTE MASSIMO DELLA TORRE GEBOREN 1929 VERHAFTET 30.9.1943 DEPORTIERT AUSCHWITZ ERMORDET                                                    | Via Capo di Mondo, 50 Florenz           | Massimo Della Torre |
|              | HIER WOHNTE OLIVIERO DELLA TORRE GEBOREN 1898 VERHAFTET 30.9.1943 DEPORTIERT AUSCHWITZ ERMORDET                                                   | Via Capo di Mondo, 50 Florenz           | Oliviero Della Torre |
|              | HIER WOHNTE ANNA LINA FIANO GEBOREN 1894 VERHAFTET 30.9.1943 DEPORTIERT AUSCHWITZ ERMORDET                                                        | Via Capo di Mondo, 50 Florenz           | Anna Lina Fiano |
|              | HIER WOHNTE AMELIA GALLICO GEBOREN 1893 VERHAFTET 6.11.1943 DEPORTIERT AUSCHWITZ ERMORDET                                                         | Via Marsala 2 · Florenz ·               | Amelia Gallico wurde am 24. Februar 1893 in Florenz geboren. Sie war die Tochter des Paares Elena Galletti und Cesare Gallico. Amelia war mit Augusto Gallico verheiratet und hatte zwei Söhne mit ihm: Sergio (1918) und Lucio (1933). Amelia Gallico wurde zusammen mit ihrem Ehemann und ihren beiden Söhnen am 6. November 1943 in Florenz festgenommen. Nach wenigen Tagen der Haft wurde sie am 9. November mit dem Transport Nr. 3 ins KZ Auschwitz deportiert, wo sie am 14. November ankam. Amelia Gallico überlebte die Shoah nicht. |
|              | HIER WOHNTE AUGUSTO GALLICO GEBOREN 1892 VERHAFTET 6.11.1943 DEPORTIERT AUSCHWITZ ERMORDET                                                        | Via Marsala 2 · Florenz ·               | Augusto Gallico wurde am 25. September 1892 in Florenz geboren. Seine Eltern waren Laudonia Bemporad und Augusto Gallico. Er war mit Amelia Gallico verheiratet und hatte zwei Söhne mit ihr: Sergio (1918) und Lucio (1933). Zusammen mit seiner Ehefrau und seinen beiden Söhnen wurde Augusto Gallico am 6. November 1943 in Florenz verhaftet. Nach wenigen Tagen im Gefängnis wurde die Familie am 9. November mit dem Transport Nr. 3 ins KZ Auschwitz deportiert. Vermutlich wurden alle Familienmitglieder nach ihrer Ankunft am 14. November sofort ermordet. |
|              | HIER WOHNTE LUCIO GALLICO GEBOREN 1933 VERHAFTET 6.11.1943 DEPORTIERT AUSCHWITZ ERMORDET 14.11.1943                                               | Via Marsala 2 · Florenz ·               | Lucio Gallico wurde am 28. Januar 1933 in der Stadt Tunis, in Tunesien, geboren. Seine Eltern waren Augusto und Amelia Gallico. Lucio hatte einen älteren Bruder namens Sergio. Am 6. November 1943 wurde Lucio gemeinsam mit seinen Eltern und seinem Bruder in Florenz verhaftet. Nach drei Tagen im Gefängnis wurde die Familie am 9. November mit dem Transport Nr. 3 ins KZ Auschwitz deportiert. Bei der Ankunft der Familie am 14. November wurde der 10-jährige Lucio mit dem Buchstaben S registriert und sofort ermordet. |
|              | HIER WOHNTE SERGIO GALLICO GEBOREN 1918 VERHAFTET 6.11.1943 DEPORTIERT AUSCHWITZ ERMORDET 14.11.1943                                              | Via Marsala 2 · Florenz ·               | Sergio Gallico kam am 20. Juli 1918 in Bettola, einer kleinen Gemeinde in der Provinz Piacenza, auf die Welt. Er war der Erstgeborene des Paares Amelia und Augusto Gallico. Sein jüngerer Bruder Lucio sollte erst 15 Jahre später, am 28. Januar 1933 geboren werden. Am 6. November 1943 wurde Sergio gemeinsam mit seinen Eltern und seinem Bruder in Florenz verhaftet. Nach einigen Tagen im Gefängnis wurde die Familie am 9. November mit dem Transport Nr. 3 ins KZ Auschwitz deportiert. Vermutlich wurde die ganze Familie sofort nach ihrer Ankunft in Auschwitz am 14. November 1943 ermordet. |
|              | HIER WOHNTE ABRAMO GENAZZANI GEBOREN 1896 VERHAFTET 27.2.1944 DEPORTIERT AUSCHWITZ ERMORDET                                                       | Via del Proconsolo 6 · Florenz ·        | Abramo Genazzani wurde am 27. August 1896 als ältestes von drei Kindern des Paares Ildegonda Secondina Severi und Sabato Eugenio Genazzani in Livorno geboren. Seine jüngeren Geschwister hießen Elena (1898) und Davide (1907). Nachdem seine Schwester Elena bereits im November 1943 verhaftet wurde, ereilte Abramo dasselbe Schicksal wenige Wochen später, am 15. Januar 1944. Nach seiner Festnahme in Florenz war er dort einige Monate in Haft, bis er ins Durchgangslager Fossoli überstellt wurde. Von Verona ausgehend wurde Abramo am 2. August 1944 mit dem Transport Nr. 15 ins KZ Buchenwald deportiert, wo er nach einer zweitägigen Fahrt am 4. August ankam. Ebenso wie seine Schwester Elena und sein Bruder Davide überlebte auch Abramo Genazzani die Shoah nicht. Datum und Ort seiner Ermordung sind unbekannt. |
|              | HIER WOHNTE DAVID GENAZZANI GEBOREN 1907 VERHAFTET 19.5.1944 DEPORTIERT AUSCHWITZ ERMORDET 10.3.1945 BUCHENWALD                                   | Via Ghibellina 102 · Florenz ·          | David Genazzani wurde am 30. November 1907 als letztes Kind des Paares Ildegonda Secondina Severi und Sabato Eugenio Genazzani in Florenz geboren. Davide hatte zwei ältere Geschwister: Abramo (1896) und Elena (1898). Davide Genazzani war verheiratet mit Enrichetta Ambonetti. Wenige Monate nach der Verhaftung seines älteren Bruders im Januar wurde auch Davide am 19. Mai 1944 verhaftet. Nach seiner Festnahme in Grassina, einem Außenbezirk der Metropolitanstadt Florenz, war Davide für eine Woche im Gefängnis von Florenz inhaftiert, bis er ins Durchgangslager Fossoli gebracht wurde. Am 2. August 1944 wurde er zusammen mit seinem Bruder Abramo mit dem Transport Nr. 15 von Verona ausgehend ins KZ Buchenwald deportiert. Bei seiner Ankunft am 4. August wurde Davide mit der Matrikelnummer 44516 registriert. Davide Genazzani starb am 10. März 1945 in Buchenwald. |
|              | HIER WOHNTE ELENA GENAZZANI GEBOREN 1898 VERHAFTET 24.5.1944 DEPORTIERT AUSCHWITZ GESTORBEN 12.2.1945                                             | Via del Proconsolo 6 · Florenz ·        | Elena Genazzani wurde am 10. Juli 1898 in Florenz geboren. Sie war die Tochter des Paares Ildegonda Secondina Severi und Sabato Eugenio Genazzani. Das Paar hatte außerdem zwei Söhne: Abramo (1896) und Davide (1907). Elena war verheiratet mit Guido Renzo Melli und hatte einen Sohn mit ihm: Mario (1924). Am 30. November 1943 wurde Elena in Florenz festgenommen und war daraufhin im Gefängnis der Stadt in Haft. Nach mehr als einem halben Jahr wurde sie ins Durchgangslager Fossoli überstellt und von dort aus am 26. Juni 1944 mit dem Transport Nr. 13 ins KZ Auschwitz deportiert. Bei ihrer Ankunft im KZ am 30. Juni wurde Elena Genazzani mit der Matrikelnummer A-8478 registriert. Elena Genazzani starb am 12. Februar 1945, kurz nach der Befreiung des KZ Auschwitz. |
|              | HIER WOHNTE ALBERTO GUETTA GEBOREN 1922 HINGERICHTET 27.3.1944 GUBBIO                                                                             | Via Fratelli Rosetti, 78 Florenz        | Alberto Guetta (1922–1944) |
|              | HIER WOHNTE PIERLUIGI GUETTA GEBOREN 1925 HINGERICHTET 27.3.1944 GUBBIO                                                                           | Via Fratelli Rosetti, 78 Florenz        | Pierluigi Guetta (1925–1944) |
|              | HIER WOHNTE AMALIA KORETZ GEBOREN 1871 VERHAFTET 16.1.1944 DEPORTIERT AUSCHWITZ ERMORDET 6.2.1944                                                 | Piazza Massimo D’Azeglio 12 · Florenz · | Amalia Koretz wurde am 15. März 1871 geboren. Ihr genauer Geburtsort ist nicht bekannt, vermutlich liegt er aber in der Tschechoslowakei. Ihre Eltern waren Lea Vedebi und Ferdinando Koretz. Sie war mit dem in Wien geborenen Giuseppe Siebzehner verheiratet und hatte zwei Söhne namens Giorgio und Federico mit ihm. Am 16. Januar 1944 wurden Amalia Koretz und ihr Ehemann von der deutschen SS festgenommen. Die Festnahme erfolgte in einem Pflegeheim in Florenz, wo das betagte Paar Schutz gefunden hatte. Daraufhin war das Paar im Gefängnis von Mailand inhaftiert. Am 30. Januar wurde das Paar mit dem Transport Nr. 6 ins KZ Auschwitz deportiert. Bei ihrer Ankunft in Auschwitz am 6. Februar 1944 wurde Amalia Koretz mit dem Buchstaben S registriert und sofort ermordet. |
|              | HIER WOHNTE ALDO LEVI GEBOREN 1911 VERHAFTET 1.3.1944 DEPORTIERT AUSCHWITZ ERMORDET 20.1.1945                                                     | Piazza delle Cure 7 · Florenz ·         | Aldo Levi wurde am 24. Juli 1911 als Sohn des Paares Adriana Castelli und Giulio Levi in Fauglia, in der Provinz Pisa geboren. Er hatte zwei ältere Brüder, Cesare und Sergio. Levi studierte Rechtswissenschaften und arbeitete als Anwalt. Nach Einführung der italienischen Rassengesetze 1938 versuchte er, in England Arbeit zu finden, kehrte aber wenig später erfolglos wieder nach Florenz zurück. Er wurde am 1. März 1944 in eine Falle gelockt und dann zusammen mit seinen Eltern in Florenz festgenommen. Nach einigen Wochen der Haft im Gefängnis der Stadt wurde die Familie ins Durchgangslager Fossoli gebracht. Am 5. April wurden alle drei mit dem Transport Nr. 9 ins KZ Auschwitz deportiert. Bei ihrer Ankunft am 10. April wurden Levis Eltern sofort ermordet. Aldo Levi selbst verlor sein Leben ein knappes Jahr später, am 20. Januar 1945, wenige Tage vor der Befreiung des KZ Auschwitz, bei einem der sogenannten Todesmärsche. |
|              | HIER WOHNTE CLOTILDE LEVI GEBOREN 1864 VERHAFTET JAN. 1944 DEPORTIERT AUSCHWITZ ERMORDET                                                          | Piazzale Donatello 15 · Florenz ·       | Clotilde Levi wurde am 17. Juli 1864 in Florenz geboren. Ihre Eltern waren Clelia Cave und Carlo Levi. Clotilde war mit Leonardo Nissim verheiratet. Anfang des Jahres 1944 wurde sie in Florenz festgenommen und war daraufhin im Gefängnis von Mailand in Haft. Am 30. Januar 1944 wurde Clotilde mit dem Transport Nr. 6 von Mailand ins KZ Auschwitz deportiert. Clotilde Levi wurde direkt nach ihrer Ankunft in Auschwitz am 6. Februar 1944 mit dem Buchstaben S registriert und ermordet. |
|              | HIER WOHNTE GIULIO LEVI GEBOREN 1878 VERHAFTET 1.3.1944 DEPORTIERT AUSCHWITZ ERMORDET 14.4.1944                                                   | Piazza delle Cure 7 · Florenz ·         | Giulio Levi wurde am 24. November 1878 in Casale Monferrato, in der Provinz Alessandria, geboren. Seine Eltern waren Adele Ottolenghi und Teodoro Levi und er hatte drei Brüder, einer von ihnen hieß Armando (1876). Giulio war verheiratet mit Adriana Castelli und das Paar hatte drei Söhne: Cesare (1908), Sergio (1910) und Aldo (1911). Giulio Levi arbeitete beim Grundbuchamt in Florenz. Am 1. März 1944 wurde Giulio zusammen mit seiner Ehefrau und seinem Sohn Aldo in Florenz verhaftet und daraufhin im Gefängnis der Stadt festgehalten. Nach einigen Wochen der Haft wurden die drei ins Durchgangslager Fossoli gebracht und von dort aus am 5. April mit dem Transport Nr. 9 ins KZ Auschwitz deportiert. Bei seiner Ankunft am 10. April wurde Giulio Levi, ebenso wie seine Frau Adriana, sofort ermordet. Sein Sohn Aldo verlor sein Leben etwa ein Jahr später bei einem der Todesmärsche. |
|              | HIER WOHNTE LUCIA LEVI GEBOREN 1879 VERHAFTET APRIL 1944 DEPORTIERT AUSCHWITZ ERMORDET 30.6.1944                                                  | Via Giovanni Bovio 7 Florenz            | Lucia Levi wurde am 29. August 1879 in Bagno a Ripoli, einer Gemeinde in der Metropolitanstadt Florenz, geboren. Sie war die jüngste Tochter des Paares Vittorio Sforni und Ottavia Levi. Lucia war die Witwe Alberto Levys. Lucia wurde in Florenz festgenommen und war daraufhin im Gefängnis der Stadt in Haft. Später wurde sie ins Durchgangslager Fossoli überstellt. Von dort aus wurde Lucia am 26. Juni 1944 mit dem Transport Nr. 13 ins KZ Auschwitz deportiert. Bei ihrer Ankunft im Konzentrationslager am 30. Juni wurde Lucia Levi mit dem Buchstaben S registriert und sofort ermordet. Lucia Levi war die letzte Vertreterin der sephardischen Familie Levi, die seit Jahrhunderten in Florenz gelebt hatte. In der jüdischen Gemeinde von Florenz waren Lucias Vorfahren seit Jahrzehnten als Beamten und Amtsschreiber tätig gewesen. Ihr Großvater Salvatore war angesehener Gutsverwalter und Vorsteher des Tempio Levantino. |
|              | HIER WOHNTE NOEMI LEVI GEBOREN 1911 VERHAFTET 6.2.1944 DEPORTIERT AUSCHWITZ ERMORDET 26.2.1944                                                    | Via del Gelsomino 29 · Florenz ·        | Noemi Levi wurde am 14. April 1911 als erstes Kind von Rina Procaccia und dem Rabbiner Rodolfo Levi in Florenz geboren. Noemi hatte zwei Geschwister, Elio (1912) und Lea (1921). Zusammen mit ihren Eltern wurde Noemi am 6. Februar 1944 in Florenz verhaftet. Nach einem zweitägigen Aufenthalt im Gefängnis der Stadt wurde die Familie ins Durchgangslager Fossoli überstellt. Am 22. Februar 1944 erfolgte die Deportation ins KZ Auschwitz mit dem Transport Nr. 8. Bei ihrer Ankunft im Konzentrationslager am 26. Februar wurden die 32-jährige Noemi und ihre Eltern mit dem Buchstaben S registriert und sofort ermordet. |
|              | HIER WOHNTE RODOLFO LEVI GEBOREN 1882 VERHAFTET 6.2.1944 DEPORTIERT AUSCHWITZ ERMORDET 26.2.1944                                                  | Via del Gelsomino 29 · Florenz ·        | Rodolfo Levi wurde am 2. April 1882 in Florenz geboren. Seine Eltern waren Settimia Genazzani und Raimondo Levi. Rodolfo war mit Rina Procaccia verheiratet und sie hatten drei gemeinsame Kinder: Noemi, Lea und Elio. Rodolfo Levi besuchte eines der Convegni di Studi Ebraici, Lehrstätten zur Aufrechterhaltung und zum Studium der jüdischen Kultur. Außerdem belegte Rodolfo einen Hebräischkurs, welcher im Istituto di Studi Superiori gehalten wurde. Mit nicht einmal 30 Jahren wurde Rodolfo Levi zum Rabbiner der jüdischen Gemeinde Lissabons ernannt. 1910 heiratete er Rina (Ester) Procaccia. 1911 wurde die gemeinsame Tochter Noemi, 1912 der Sohn Elio geboren. Im Jahr 1915 wurde Rodolfo Levi zum Rabbiner von Pitigliano, einer kleinen Gemeinde in der Provinz Grosseto ernannt. Zwischen 1920 und 1926 war er Vize-Rabbiner und Direktor des Talmud Torà Instituts in Rom. Während dieser Zeit, im Jahr 1921 wurde sein drittes Kind, Lea, geboren. 1926 rief man Rodolfo Levi nach Modena, um dort den freigewordenen Posten als Vorsteher und Rabbiner der jüdischen Gemeinde anzutreten. Ab 1925 war Levis Name in der Liste der 25 Rabbiner, die von der Unione delle Comunità Israelitiche anerkannt waren. Aus den Daten, die in dieser Liste angeführt waren ging hervor, dass Levi kein Mitglied der faschistischen Partei war und das Gerücht, er hege liberale und demokratische Ideen kam auf. Nachdem er 1937 zusammen mit einigen anderen italienischen Rabbinern ein Schreiben veröffentlicht hatte, in dem sie sich klar gegen die faschistische Propaganda und die erzwungene Assimilierung der Juden positionierten, wurde das Convegno di Studi Ebraici am 28. März geschlossen und jeder von Levis Handgriffen wurde streng überprüft genommen. Rodolfo Levi wurde am 6. Februar 1944 in Florenz verhaftet. Die Festnahme seiner Ehefrau und der Tochter Noemi, sowie der Familie Sinigaglia, welche im selben Haus lebte, folgte unmittelbar. Nach zwei Tagen wurde die Familie von Rodolfo Levi am 8. Februar ins Durchgangslager Fossoli überstellt und von dort aus am 22. Februar mit dem Transport Nr. 8 ins KZ Auschwitz deportiert. Nach seiner Ankunft im Konzentrationslager am 26. Februar wurde er mit dem Buchstaben S registriert und sofort ermordet. |
|              | HIER WOHNTE RUDOLF LEVY GEBOREN 1875 VERHAFTET 12.12.1943 DEPORTIERT AUSCHWITZ ERMORDET 6.2.1944                                                  | Piazza Santo Spirito, 9 Florenz         | Rudolf Levy |
|              | HIER WOHNTE GIORGIO LEVI DELLE TREZZE GEBOREN 1870 VERHAFTET 21.2.1944 DEPORTIERT AUSCHWITZ ERMORDET 10.4.1944                                    | Via Giovanni Bovio 1 Florenz            | Giorgio Levi delle Trezze wurde am 7. September 1870 als jüngstes Kind des Paares Giuseppina Levi und Cesare delle Trezze geboren. Er schloss sein Ingenieursstudium an der Universität Padua ab und heiratete die Russin Xenia Poliakov, die er in Paris kennengelernt hatte. Giorgio Levi delle Trezze wurde im Laufe seines Lebens zum Konsul Persiens ernannt und König Umberto I. verlieh ihm den Titel Baron. Das Paar zog nach Rom und wohnte dort in einer von Giorgios Cousin Carlo Pincherle Moravia restaurierten Villa in der reichen Via Boncompagni. Giorgio und Xenia setzten ihr Vermögen für allerhand wohltätige Zwecke ein: beispielsweise waren sie unter den Hauptgründern des 1902 erbauten Orfanotrofio israelitico di Roma, des jüdischen Waisenhauses in Rom und maßgeblich am Bau des Ospedale Umberto I, des venezianischen Krankenhauses nahe Cannaregio und dem jüdischen Ghetto, beteiligt. Das Paar besaß sowohl in Rom als auch in Florenz ein Haus. In letzterem wurden sie am 21. Februar 1944 von Deutschen festgenommen. Nach kurzer Zeit wurden sie von Florenz ins Durchgangslager Fossoli gebracht. Wenige Wochen später, am 5. April wurden Giorgio Levi delle Trezze und Xenia Poliakov von dort ausgehend mit dem Transport Nr. 9 ins KZ Auschwitz deportiert. Nach ihrer Ankunft im Konzentrationslager am 10. April wurden beide mit dem Buchstaben S registriert und sofort ermordet. |
|              | HIER WOHNTE MARIO MELLI GENAZZANI GEBOREN 1924 VERHAFTET 24.5.1944 DEPORTIERT AUSCHWITZ ERMORDET DEZ. 1944                                        | Via del Proconsolo 6 · Florenz ·        | Mario Melli Genazzani wurde am 7. Dezember 1924 in Florenz geboren. Er war das erste und einzige Kind des Paares Elena Genazzani und Guido Renzo Melli. Marios Mutter Elena und sein Onkel Abramo waren bereits im November bzw. Januar verhaftet worden. Die Festnahme des knapp 20-jährigen Mario erfolgte am 30. April 1944 in Florenz. Nach seiner Verhaftung wurde er für einige Wochen im Gefängnis der Stadt, anschließend im Durchgangslager Fossoli festgehalten. Am 26. Juni 1944 wurde er mit dem Transport Nr. 13, ausgehend von Fossoli ins KZ Auschwitz deportiert, wo er am 30. Juni ankam. Mario Melli starb am 30. November 1944. |
|              | HIER WOHNTE GIULIA PACIFICI GEBOREN 1884 VERHAFTET 27.4.1944 DEPORTIERT AUSCHWITZ ERMORDET 23.5.1944                                              | Via Marsala 2 · Florenz ·               | Giulia Pacifici wurde am 14. September 1884 in Florenz geboren. Ihre Eltern waren Giuditta Da Fano und Cesare Pacifici. Giulia war mit Alfonso Gallico verheiratet. Giulia Pacifici wurde am 27. April 1944 in Florenz festgenommen und ins Durchgangslager Fossoli gebracht, wo sie für einige Wochen in Haft war. Am 16. Mai wurde sie mit dem Transport Nr. 10 ins KZ Auschwitz deportiert. Nach ihrer Ankunft im Konzentrationslager am 23. Mai wurde Giulia Pacifici mit dem Buchstaben S registriert und sofort ermordet. |
|              | HIER WOHNTE ARCHIMEDE PIANI GEBOREN 1903 DEPORTIERT MAUTHAUSEN ERMORDET 27.4.1944 GUSEN                                                           | Via Mannelli, 25 Florenz                | Archimede Piani (1903–1944) |
|              | HIER WOHNTE XENIA HAYA POLIAKOV GEBOREN 1872 VERHAFTET 21.2.1944 DEPORTIERT AUSCHWITZ ERMORDET 10.4.1944                                          | Via Giovanni Bovio 1 · Florenz ·        | Xenia Haya Poliakov wurde am 3. September 1872 in Moskau geboren. Ihre Eltern waren Rosalia Wydrina und Lazzaro Poliakoff, ein milliardenschwerer Bankier. Xenia war mit Giorgio Levi delle Trezze, welchen sie in Paris kennengelernt hatte, verheiratet. Giorgio und Xenia setzten ihr Vermögen für allerhand wohltätige Zwecke ein: beispielsweise waren sie unter den Hauptgründern des 1902 erbauten Orfanotrofio israelitico di Roma, des jüdischen Waisenhauses in Rom und maßgeblich am Bau des Ospedale Umberto I, des venezianischen Krankenhauses nahe Cannaregio und dem jüdischen Ghetto beteiligt. Das Paar wurde am 21. Februar 1944 in ihrem Haus in Florenz verhaftet. Nach einigen Wochen der Haft wurden sie ins Durchgangslager Fossoli überstellt und von dort aus gemeinsam am 5. April mit dem Transport Nr. 9 ins KZ Auschwitz deportiert. Nach der Ankunft im Konzentrationslager am 10. April wurde Xenia, ebenso wie ihr Ehemann Giorgio, mit dem Buchstaben S registriert und sofort ermordet. |
|              | HIER WOHNTE AMELIA PROCACCIA GEBOREN 1897 VERHAFTET 6.2.1944 DEPORTIERT AUSCHWITZ ERMORDET                                                        | Via del Gelsomino 29 · Florenz ·        | Amelia Procaccia wurde am 20. Juli 1897 in Florenz geboren. Sie war die Tochter des Paares Fortunata Genazzani und Angelo Procaccia. Ihre beiden Schwestern hießen Rina (Ester) und Vittoria. Amelia war verheiratet mit Angelo Sinigaglia und das Paar hatte eine Tochter namens Alda (1933). Im Februar 1944 wurde Amelia in Florenz, zusammen mit der ihrer eigenen und der Familie ihrer Schwester, festgenommen und war anschließend kurz im Gefängnis der Stadt, dann im Durchgangslager Fossoli in Haft. Ihre Schwester und deren Familie wurde bereits Ende Februar ins KZ Auschwitz deportiert, Amelia erst im April. Der Transport Nr. 9 fuhr am 5. April 1944 vom Durchgangslager Fossoli ab und erreichte Auschwitz am 10. April. Amelia Procaccia überlebte die Shoah nicht. |
|              | HIER WOHNTE RINA PROCACCIA GEBOREN 1884 VERHAFTET 6.2.1944 DEPORTIERT AUSCHWITZ ERMORDET 26.2.1944                                                | Via del Gelsomino 29 · Florenz ·        | Rina (Ester) Procaccia wurde am 6. Mai 1884 in Florenz geboren. Ihre Eltern waren Fortunata Genazzani und Angelo Procaccia. Sie hatte zwei Schwestern, Amelia und Vittoria. 1910 heiratete Rina Procaccia Rodolfo Levi, den frischernannten Rabbiner der jüdischen Gemeinde Lissabons. Das Paar hatte drei Kinder: Noemi (1911), Elio (1912) und Lea (1921). Am 6. Februar 1944 wurde Rina in Florenz zusammen mit ihrer Tochter Noemi, ihrem Ehemann und der Familie ihrer Schwester Amelia, die im selben Haus wohnte, festgenommen. Nach wenigen Tagen im Gefängnis der Stadt wurde die Familie ins Durchgangslager Fossoli gebracht und am 22. Februar mit dem Transport Nr. 8 ins KZ Auschwitz deportiert. Zusammen mit Noemi und ihrem Mann Rodolfo wurde Rina direkt nach der Ankunft im Lager am 26. Februar mit dem Buchstaben S registriert und ermordet. |
|              | HIER WURDE VERHAFTET 15.12.1943 DIODATO GASTONE SADUN GEBOREN 1902 DEPORTIERT AUSCHWITZ ERMORDET 31.10.1944                                       | Via delle Oche, 11 · Florenz ·          | Diodato Gastone Sadun (1902–1944) |
|              | HIER WOHNTE ELENA SEGRÉ GEBOREN 1920 VERHAFTET 6.11.1943 DEPORTIERT AUSCHWITZ ERMORDET                                                            | Via Masaccio, 76 Florenz                | Elena Segré (1920–1943) |
|              | HIER WOHNTE GIULIO SEGRÉ GEBOREN 1878 VERHAFTET 6.11.1943 DEPORTIERT AUSCHWITZ ERMORDET                                                           | Via Masaccio, 76 Florenz                | Giulio Segré (1878–1943) |
|              | HIER WOHNTE LIDIA SEGRÉ GEBOREN 1910 VERHAFTET 6.11.1943 DEPORTIERT AUSCHWITZ ERMORDET                                                            | Via Masaccio, 76 Florenz                | Lidia Segré (1910–1943) |
|              | HIER WOHNTE GIUSEPPE SIEBZEHNER GEBOREN 1863 VERHAFTET 16.1.1944 DEPORTIERT AUSCHWITZ ERMORDET 6.2.1944                                           | Piazza Massimo D’Azeglio 12 · Florenz · | Giuseppe (Joseph) Siebzehner wurde am 2. September 1863 in Wien geboren. Seine Eltern waren Maria Vivanti, Tochter einer wohlhabenden jüdischen Familie aus Mantua, und Giorgio Siebzehner, Sohn einer polnischen Handelsfamilie aus Gmina Kańczuga, einer Gemeinde im Südosten Polens. Giuseppe war mit Amalia Koretz verheiratet und hatte zwei Söhne mit ihr: Giorgio (1895) und Federico (1900). Nach kurzen Aufenthalten in Triest und Como ließ sich Giuseppe Siebzehner 1892 mit seiner Frau in Florenz nieder. Im Jahr 1902 übernahm er den Geschäftsbetrieb namens Grande Emporio Duilio, den die Gebrüder Papalini 1888 gegründet hatten. Giuseppe Siebzehner galt als sehr avantgardistischer Kaufmann und das spiegelte sich in der sehr modernen Führung seines Betriebes wider. Nach dem Ausbau des florentinischen Geschäftssitzes wurde dieser 1907 in Emporio Duilio 48 umbenannt. Dieser blieb für lange Zeit im Besitz der Familie Siebzehner und ging dann durch die Heirat einer Tochter an die Familie Bemporad über. Nach Einführung der italienischen Rassengesetze im Jahr 1938 wurde die Verwaltung von Siebzehners Kaufhaus einem Faschisten übertragen, weil das Gesetz Juden verbot, einen Betrieb mit mehr als 100 Angestellten zu besitzen. Am 16. Januar 1944 wurden der 80-jährige Giuseppe Siebzehner und seine Ehefrau Amalia Koretz von der deutschen SS festgenommen. Die Festnahme erfolgte in einem Pflegeheim in Florenz, wo das betagte Paar Schutz gefunden hatte. Daraufhin waren sie im Gefängnis von Mailand inhaftiert. Am 30. Januar wurde das Paar mit dem Transport Nr. 6 ins KZ Auschwitz deportiert. Es ist unklar, ob Giuseppe bereits im Laufe der Zugfahrt nach Auschwitz sein Leben verlor, oder bei seiner Ankunft am 6. Februar ermordet wurde. Auch seine Ehefrau Amalia überlebte die Shoah nicht. |
|              | HIER WOHNTE ALDA SINIGAGLIA GEBOREN 1933 VERHAFTET 6.2.1944 DEPORTIERT AUSCHWITZ ERMORDET 10.4.1944                                               | Via del Gelsomino 29 · Florenz ·        | Alda Sinigaglia wurde am 27. Januar 1933 in Florenz geboren. Ihre Eltern waren Amelia Procaccia und Angelo Sinigaglia. Im Februar 1944 wurde Alda zusammen mit ihren Eltern und der Familie ihrer Tante Rina in Florenz verhaftet und zuerst im Gefängnis der Stadt, dann im Durchgangslager Fossoli festgehalten. Am 5. April 1944 wurden Alda und ihre Eltern mit dem Transport Nr. 9 vom Durchgangslager Fossoli ins KZ Auschwitz deportiert. Bei ihrer Ankunft am 10. April wurde die 11-jährige Alda mit dem Buchstaben S registriert und sofort ermordet. |
|              | HIER WOHNTE ANGELO SINIGAGLIA GEBOREN 1902 VERHAFTET 6.2.1944 DEPORTIERT AUSCHWITZ ERMORDET 13.3.1945 MAUTHAUSEN                                  | Via del Gelsomino 29 · Florenz ·        | Angelo Sinigaglia wurde am 24. August 1902 in Modena geboren. Seine Eltern waren Amelia Teglio und Enrico Sinigaglia. Angelo war mit Amelia Procaccia verheiratet und das Paar hatte eine Tochter, Alda (1933). Zusammen mit seiner Frau, seiner Tochter und der Familie seiner Schwägerin Rina wurde er im Februar 1944 in Florenz festgenommen. Darauf folgte wochenlange Haft, zuerst im Gefängnis von Florenz, dann im Durchgangslager Fossoli. Am 5. April 1944 wurde Angelo zusammen mit seiner Frau und seiner Tochter im Transport Nr. 9 ins KZ Auschwitz deportiert. Nach der Ankunft im Konzentrationslager am 10. April wurde die 11-jährige Alda sofort ermordet, ihre Mutter ereilte vermutlich dasselbe Schicksal. Angelo wurde ins Lager eingewiesen und starb ein knappes Jahr später, am 13. März 1945. |
|              | HIER WOHNTE PIERO VITERBO GEBOREN 1922 HINGERICHTET 27.3.1944 GUBBIO                                                                              | Via Alamanni, 9 Florenz                 | Piero Viterbo (1922–1944) |
|              | HIER WOHNTE ANNETA DISEGNI VOGELMANN GEBOREN 1904 VERHAFTET 20.12.1943 DEPORTIERT AUSCHWITZ HINGERICHTET 6.2.1944                                 | Via Daniele Manin, 3 Florenz            | Anetta Disegni Vogelmann (1904–1944) |
|              | HIER WOHNTE SISSEL VOGELMANN GEBOREN 1935 VERHAFTET 20.12.1943 DEPORTIERT AUSCHWITZ HINGERICHTET 6.2.1944                                         | Via Daniele Manin, 3 Florenz            | Sissel Vogelmann (1935–1944) |
|              | HIER WOHNTE GASTONE VOLTERRA GEBOREN 1887 VERHAFTET 31.1.1944 DEPORTIERT AUSCHWITZ ERMORDET 10.4.1944                                             | Corso Italia, 19 Florenz                | Gastone Volterra (1887–1944) |
|              | HIER WOHNTE UMBERTO ANGELO VOLTERRA GEBOREN 1886 VERHAFTET 31.1.1944 DEPORTIERT AUSCHWITZ ERMORDET 10.4.1944                                      | Corso Italia, 19 Florenz                | Umberto Angelo Volterra (1886–1944) |

### Vor dem ehemaligen Hebräischen Hospiz

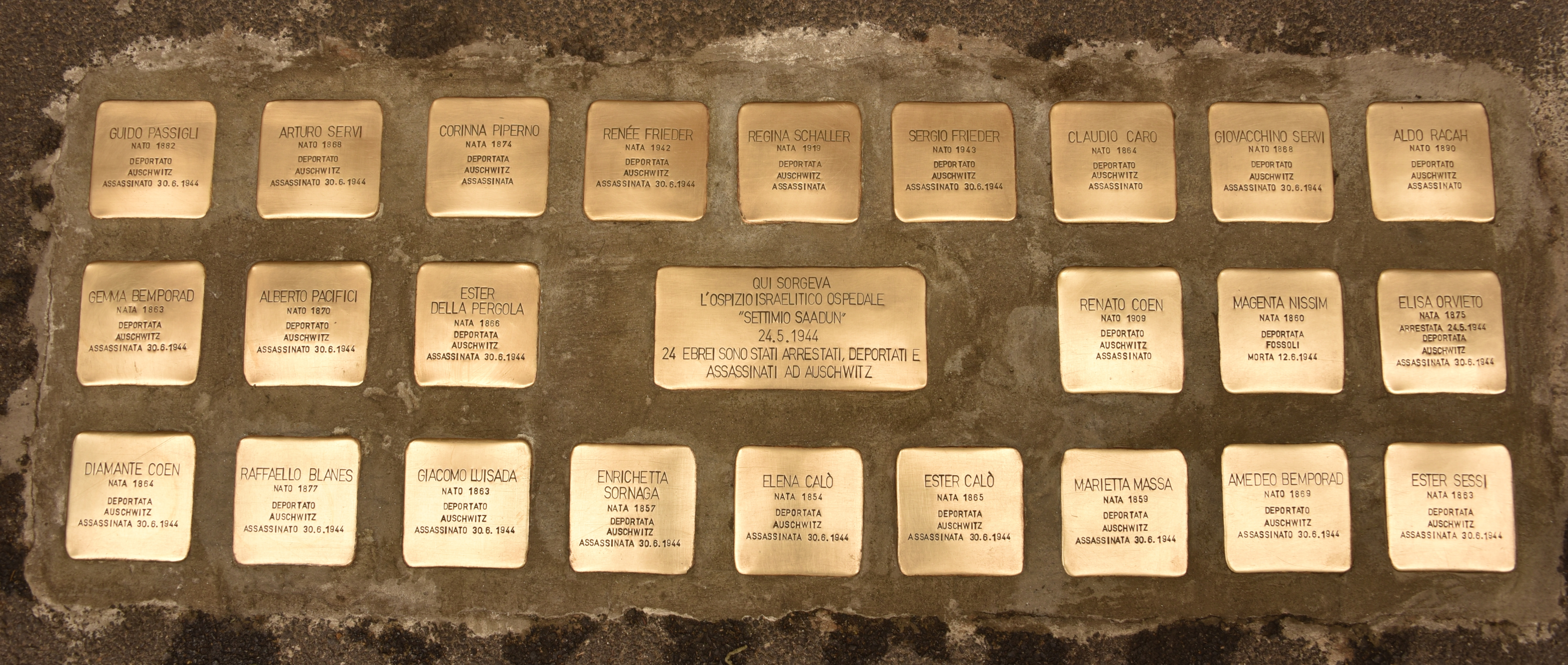
Die Stolpersteine vor dem ehemaligen Hospiz

Vor dem Gebäude in der Viale Giovanni Amendola, 2, vor dem ehemaligen Hebräischen Hospiz, wurden 24 Stolpersteine und ein Kopfstein verlegt.
| Stolperstein | Übersetzung | Name, Leben                                                   |
| ------------ | --- | ------------------------------------------------------------- |
|              | HIER STAND DAS HEBRÄISCHE HOSPIZ “SETTIMIO SAADUN” 24.5.1944 24 JUDEN WURDEN VERHAFTET, DEPORTIERT UND IN AUSCHWITZ ERMORDET | Das Hebräische Hospiz „Settimio Saadun“ wurde 1870 gegründet. |
|              | AMEDEO BEMPORAD GEBOREN 1869 DEPORTIERT AUSCHWITZ ERMORDET 30.6.1944                                                         | Amedeo Bemporad (1869–1944)                                   |
|              | GEMMA BEMPORAD GEBOREN 1863 DEPORTIERT AUSCHWITZ ERMORDET 30.6.1944                                                          | Gemma Bemporad (1863–1944)                                    |
|              | RAFFAELO BLANES GEBOREN 1877 DEPORTIERT AUSCHWITZ ERMORDET 30.6.1944                                                         | Raffaello Blanes (1877–1944)                                  |
|              | ELENA CALÒ GEBOREN 1854 DEPORTIERT AUSCHWITZ ERMORDET 30.6.1944                                                              | Elena Calò (1854–1944)                                        |
|              | ESTER CALÒ GEBOREN 1865 DEPORTIERT AUSCHWITZ ERMORDET 30.6.1944                                                              | Ester Calò (1866–1944)                                        |
|              | CLAUDIO CARO GEBOREN 1864 DEPORTIERT AUSCHWITZ ERMORDET                                                                      | Claudio Caro (1864–1944)                                      |
|              | DIAMANTE COEN GEBOREN 1864 DEPORTIERT AUSCHWITZ ERMORDET 30.6.1944                                                           | Diamante Coen (1864–1944)                                     |
|              | RENATO COEN GEBOREN 1909 DEPORTIERT AUSCHWITZ ERMORDET                                                                       | Renato Coen (1909–1944/45)                                    |
|              | ESTER DELLA PERGOLA GEBOREN 1866 DEPORTIERT AUSCHWITZ ERMORDET 30.6.1944                                                     | Ester Della Pergola (1866–1944)                               |
|              | RENÉE FRIEDER GEBOREN 1942 DEPORTIERT AUSCHWITZ ERMORDET 30.6.1944                                                           | Renée Frieder (1942–1944)                                     |
|              | SERGIO FRIEDER GEBOREN 1943 DEPORTIERT AUSCHWITZ ERMORDET 30.6.1944                                                          | Sergio Frieder (1943–1944)                                    |
|              | GIACOMO LUISADA GEBOREN 1863 DEPORTIERT AUSCHWITZ ERMORDET 30.6.1944                                                         | Giacomo Luisada (1863–1944)                                   |
|              | MARIETTA MASSA GEBOREN 1859 DEPORTIERT AUSCHWITZ ERMORDET 30.6.1944                                                          | Marietta Massa (1859–1944)                                    |
|              | MAGENTA NISSIM GEBOREN 1860 DEPORTIERT FOSSOLI TOT 12.6.1944                                                                 | Magenta Nissim (1860–1944)                                    |
|              | ELISA ORVIETO GEBOREN 1875 VERHAFTET 24.5.1944 DEPORTIERT AUSCHWITZ ERMORDET 30.6.1944                                       | Elisa Orvieto (1875–1944)                                     |
|              | ALBERTO PACIFICI GEBOREN 1870 DEPORTIERT AUSCHWITZ ERMORDET 30.6.1944                                                        | Alberto Pacifici (1870–1944)                                  |
|              | GUIDO PASSIGLI GEBOREN 1882 DEPORTIERT AUSCHWITZ ERMORDET 30.6.1944                                                          | Guido Passigli (1882–1944)                                    |
|              | CORINNA PIPERNO GEBOREN 1874 DEPORTIERT AUSCHWITZ ERMORDET                                                                   | Corinna Piperno (1874–1944/45)                                |
|              | ALDO RACAH GEBOREN 1890 DEPORTIERT AUSCHWITZ ERMORDET                                                                        | Aldo Racah (1890–1943/45)                                     |
|              | REGINA SCHALLER GEBOREN 1919 DEPORTIERT AUSCHWITZ ERMORDET                                                                   | Regina Schaller (1919–1944/45)                                |
|              | ARTURO SERVI GEBOREN 1868 DEPORTIERT AUSCHWITZ ERMORDET 30.6.1944                                                            | Arturo Servi (1868–1944)                                      |
|              | GIOVACCHINO SERVI GEBOREN 1868 DEPORTIERT AUSCHWITZ ERMORDET 30.6.1944                                                       | Giovacchino Servi (1868–1944)                                 |
|              | ESTER SESSI GEBOREN 1863 DEPORTIERT AUSCHWITZ ERMORDET 30.6.1944                                                             | Ester Sessi (1863–1944)                                       |
|              | ENRICHETTA SORNAGA GEBOREN 1857 DEPORTIERT AUSCHWITZ ERMORDET 30.6.1944                                                      | Enrichetta Sornaga (1857–1944)                                |

## Verlegedaten
- 9. Januar 2020: Piazza Donatello 15, Florenz (Clotilde Levi); Via del Gelsomino 29 (Rodolfo & Noemi Levi, Rina & Amelia Procaccia, Alda & Angelo Sinigaglia); Via Ghibellina 102 (David Genazzani); Via del Proconsolo 6 (Elena & Abramo Genazzani, Mario Melli Genazzani)
- 23. Januar 2020: Piazza d'Azeglio 12 (Giuseppe Siebzehner, Amalia Koretz); Via delle Cure 7 (Aldo & Giulio Levi, Adriana Castelli); Via Bovio 1 und 7 (Giorgio Levi delle Trezze, Xenia Haya Poliakov, Lucia Levi); Via Marsala 2 (Amelia, Augusto, Lucio & Sergio Gallico, Giulia Pacifici)